# La saggezza di padre Brown
La saggezza di Padre Brown  (titolo originale The Wisdom of Father Brown) è una raccolta di dodici racconti polizieschi dello scrittore inglese Gilbert Keith Chesterton, che mette in scena il suo prete-investigatore Padre Brown, nel secondo libro della serie di cinque raccolte di racconti col celebre protagonista non tradizionale, che applica la sua "scienza della fede" all'indagine poliziesca.

## Racconti
Queste indagini di Padre Brown seguono le precedenti, contenute ne L'innocenza di padre Brown. I racconti furono pubblicati per la prima volta, in modo irregolare, sulla rivista letteraria inglese Pall Mall Gazette tra il marzo 1913 e il settembre 1914. Tuttavia, il racconto La favola di Padre Brown apparve direttamente nella prima edizione di questa raccolta, pubblicata dall'editore Cassell and Co nel 1914, arricchita dalle illustrazioni di Sidney Seymour Lucas.

## Edizioni
- The Wisdom of Father Brown, London, Cassel anc Co, 1914, 1940,  p. 311.
- La saggezza di padre Brown, traduzione di Gian Dàuli, Milano, Edizioni Alpes, 1930,  p. 376. - in I racconti di Padre Brown, Milano, Edizioni Paoline, 1958-2013 • Milano, Club degli Editori, 1985; Collana Chestertoniana, Torino, Lindau, 2018, ISBN 978-88-670-8867-6; Collana Mistery & giallo, Cento Autori, 2020, ISBN 978-88-687-2248-7.
- La saggezza di padre Brown, traduzione di Beatrice Boffito Serra, Collana BUR nn.1093-1094, Milano, Rizzoli, 1956. - A cura di Attilio Brilli, Milano, BUR, 1986, ISBN 978-88-171-3646-4; Collana BUR Superclassici n.156, Milano, Rizzoli, 2000, ISBN 978-88-171-5256-3.
- La saggezza di padre Brown, traduzione di Hilia Brinis, Collana Garzanti per tutti. I romanzi famosi n.54, Milano, Garzanti, maggio 1966. - II ed., Collana I Garzanti, Milano, Garzanti, dicembre 1973.
- in  Tutte le storie di Padre Brown, traduzione di AA.VV., Introduzione di Masolino D'Amico, a cura di Gianni Pilo e Sebastiano Fusco, Collana I Mammut n.30. Grandi Tascabili Economici, Roma, Newton Compton, 1995, ISBN 978-88-798-3622-7. - col titolo Tutti i racconti gialli e tutte le indagini di Padre Brown, Collana I Mammut Gold, Newton Compton, 2011, ISBN 978-88-227-2266-9.
- La saggezza di padre Brown, traduzione di Pietro Ferrari, Postfazione di Sergio Ferrero, Casale Monferrato, Piemme, 1998, ISBN 978-88-384-2902-6.
- La saggezza di padre Brown, traduzione di Paolo Morganti, Collezione Chestertoniana, Cassacco (Udine), Morganti, 2008,  p. 288, ISBN 978-88-87549-71-3.
- La saggezza di padre Brown, traduzione di Bruno Amati, Collana GUM[2], Milano, Mursia, 2009, ISBN 978-88-425-4267-4. - Collana Le vele n.88, San Paolo, 2017, ISBN 978-88-215-9995-8; Collana Le biglie, Coppola Editore, 2020, ISBN 978-88-970-7330-7; Collana Padre Brown, Milano, Polillo Editore, 2023, ISBN 978-88-815-4743-2.
- La saggezza di Padre Brown, traduzione di Sara Caraffini e Bruno Amato[3], Collana Gialli per l'estate, Santarcangelo di Romagna, Rusconi, 2024, ISBN 978-88-180-3960-3.